# Stride Rite Corporation
Die Stride Rite Corporation ist ein Vermarkter von Schuhen für Kinder in den USA und einer der größten Vermarkter von Schuhen für Athleten sowie von Alltagsschuhen für Kinder und Erwachsene. Zusätzlich zur Marke Stride Rite vermarktet die Firma ihre Schuhmode auch unter den folgenden in ihrem Besitz befindlichen oder lizenzierten Marken: Keds, Grasshoppers (Schuhe), Robeez, Saucony, Sperry Top-Sider und Jessica Simpson Kids.
Die Firma ist ein Großhändler, der seine Schuhmode über Kaufhäuser, unabhängige Schuhläden, größere Einzelhändler sowie Spezialgeschäfte vertreibt. Außerhalb von Ländern wie den USA oder Kanada werden die Produkte über unabhängige Distributoren und Lizenznehmer vertrieben. Stride Rite unterhält auch firmeneigene Schuhläden für Kinder, welche neben den Produkten von Stride Rite auch solche anderer Marken anbieten. Die Firma importiert ihre Produkte von unabhängigen Anbietern im Fernen Osten, welche die Produkte nach den Spezifikationen und Qualitätsstandards der jeweiligen Marke herstellen.

## Geschichte
1919 in Boston, Massachusetts gründeten Jacob A. Slosberg und Philip Green die Green Shoe Manufacturing Company (“Green Shoe”). Green Shoe wurde 1960 an die New Yorker Börse gebracht. Die Umbenennung in Stride Rite Corp. erfolgte 1966, um den Markennamen eines ihrer bekanntesten Produkte zu betonen. Der Name war 1933 von einem anderen Schuhhersteller erworben worden. 1968 wurde Arnold Hiatt, der 1928 geborene Sohn eines litauischen Einwanderers, Präsident der Firma, welche zu diesem Zeitpunkt einen Umsatz von 35 Millionen US-Dollar machte. Hiatt verfolgte eine von Zukäufen geprägte Unternehmenspolitik, um die Firma so auf Kundenwünsche zu fokussieren.

„Three times in a row in the last two decades there have been major changes in the consumer taste in footwear, and he's been there every time with a new acquisition.“

## Trivia
Die Adresse des Firmensitzes ist 191 Spring Street. Dieses Gebäude in Lexington, MA diente 1978 im Film Coma als Kulisse für das „Jefferson Institute“. Damals war das Gebäude allerdings Firmensitz von Xerox.